# Puchar Sześciu Narodów 2000
Puchar Sześciu Narodów 2000 (2000 Six Nations Championship, a także od nazwy sponsora turnieju, Lloyds TSB – 2000 Lloyds TSB Six Nations Championship) – pierwsza edycja Pucharu Sześciu Narodów, corocznego turnieju w rugby union rozgrywanego pomiędzy sześcioma najlepszymi zespołami narodowymi półkuli północnej. Turniej odbył się pomiędzy 5 lutego 2000 a 2 kwietnia 2000 roku.
Wliczając turnieje w poprzedniej formie, od czasów Home Nations Championship i Pucharu Pięciu Narodów, była to 106. edycja tych zawodów. W turnieju brały udział reprezentacje narodowe Anglii, Francji, Irlandii, Szkocji, Walii oraz po raz pierwszy Włosi. Sędziowie zawodów zostali wyznaczeni w grudniu 1999 roku.
W zawodach zwyciężyli Anglicy, którzy podobnie jak rok wcześniej przegrali jednak decydujący o Wielkim Szlemie ostatni mecz turnieju. Najwięcej punktów w zawodach zdobył Jonny Wilkinson, zaś w kategorii przyłożeń z pięcioma zwyciężyli Brian O’Driscoll, Austin Healey i Ben Cohen.

## Mecze
| 5 lutego 200015:00 | Anglia                                                                                                 | 50:18 | Irlandia                                                      | Twickenham Stadium, Londyn Sędzia: Steve Walsh |
| 5 lutego 200015:00 | Austin Healey 10 (2P) Ben Cohen 10 (2P) Jonny Wilkinson 20 (4pd 4K) Mike Tindall 5 (P) Neil Back 5 (P) | 50:18 | David Humphreys 8 (pd 2K) Kevin Maggs 5 (P) Mick Galwey 5 (P) | Twickenham Stadium, Londyn Sędzia: Steve Walsh |

| 5 lutego 200015:00 | Włochy                                                  | 34:20 | Szkocja                                                                                 | Stadio Flaminio, Rzym Sędzia: Jonathan Kaplan |
| 5 lutego 200015:00 | Diego Domínguez 29 (pd 3dg 6K) Giampiero de Carli 5 (P) | 34:20 | Gordon Bulloch 5 (P) Gregor Townsend 8 (pd dg K) Kenny Logan 2 (pd) Martin Leslie 5 (P) | Stadio Flaminio, Rzym Sędzia: Jonathan Kaplan |

| 5 lutego 200015:00 | Walia              | 3:36 | Francja                                                                                             | Millennium Stadium, Cardiff Sędzia: Chris White |
| 5 lutego 200015:00 | Neil Jenkins 3 (K) | 3:36 | Christophe Lamaison 21 (3pd dg 4K) Emile Ntamack 5 (P) Olivier Magne 5 (P) Thomas Castaignede 5 (P) | Millennium Stadium, Cardiff Sędzia: Chris White |

| 19 lutego 200015:00 | Francja                | 9:15 | Anglia                  | Stade de France, Saint-Denis Sędzia: Stuart Dickinson |
| 19 lutego 200015:00 | Richard Dourthe 9 (3K) | 9:15 | Jonny Wilkinson 15 (5K) | Stade de France, Saint-Denis Sędzia: Stuart Dickinson |

| 19 lutego 200015:00 | Irlandia | 44:22 | Szkocja                                                           | Lansdowne Road, Dublin Sędzia: Joël Dumé |
| 19 lutego 200015:00 | Brian O’Driscoll 5 (P) David Humphreys 14 (P 3pd K) Keith Wood 5 (P) Malcolm O’Kelly 5 (P) Ronan O’Gara 10 (2pd 2K) Shane Horgan 5 (P) | 44:22 | George Graham 5 (P) Glenn Metcalfe 5 (P) Kenny Logan 12 (P 2pd K) | Lansdowne Road, Dublin Sędzia: Joël Dumé |
| 19 lutego 200015:00 | Ronan O’Gara | 44:22 |                                                                   | Lansdowne Road, Dublin Sędzia: Joël Dumé |

| 19 lutego 200015:00 | Walia | 47:16 | Włochy                                               | Millennium Stadium, Cardiff Sędzia: Iain Ramage |
| 19 lutego 200015:00 | Allan Bateman 5 (P) Neil Jenkins 27 (3pd 7K) Scott Quinnell 5 (P) Shane Howarth 5 (P) Shane Williams 5 (P) | 47:16 | Diego Domínguez 11 (pd dg 2K) Wilhelmus Visser 5 (P) | Millennium Stadium, Cardiff Sędzia: Iain Ramage |

| 4 marca 200015:00 | Anglia | 46:12 | Walia                   | Twickenham Stadium, Londyn Sędzia: Jim Fleming |
| 4 marca 200015:00 | Ben Cohen 5 (P) Jonny Wilkinson 21 (3pd 5K) Lawrence Dallaglio 5 (P) Neil Back 5 (P) Phil Greening 5 (P) Richard Hill 5 (P) | 46:12 | Neil Jenkins 12 (dg 3K) | Twickenham Stadium, Londyn Sędzia: Jim Fleming |

| 4 marca 200015:00 | Irlandia | 60:13 | Włochy                                          | Lansdowne Road, Dublin Sędzia: Derek Bevan |
| 4 marca 200015:00 | Brian O’Driscoll 5 (P) Girvan Dempsey 5 (P) Keith Wood 5 (P) Kieron Dawson 5 (P) Ronan O’Gara 30 (6pd 6K) Shane Horgan 10 (2P) | 60:13 | Andrea De Rossi 5 (P) Diego Domínguez 8 (pd 2K) | Lansdowne Road, Dublin Sędzia: Derek Bevan |
| 4 marca 200015:00 | Ronan O’Gara | 60:13 |                                                 | Lansdowne Road, Dublin Sędzia: Derek Bevan |

| 4 marca 200015:00 | Szkocja                                                     | 16:28 | Francja                                                                    | Murrayfield Stadium, Edynburg Sędzia: Steve Lander |
| 4 marca 200015:00 | Andy Nicol 5 (P) Chris Paterson 8 (pd 2K) Kenny Logan 3 (K) | 16:28 | Gérald Merceron 13 (2pd 3K) Olivier Magne 10 (2P) Thomas Castaignede 5 (P) | Murrayfield Stadium, Edynburg Sędzia: Steve Lander |

| 18 marca 200015:00 | Włochy                                                         | 12:59 | Anglia | Stadio Flaminio, Rzym Sędzia: Alan Lewis |
| 18 marca 200015:00 | Cristian Stoica 5 (P) Diego Domínguez 2 (pd) Luca Martin 5 (P) | 12:59 | Alex King 2 (pd) Austin Healey 15 (3P) Ben Cohen 10 (2P) Jonny Wilkinson 14 (4pd 2K) Matt Dawson 10 (2P) Neil Back 3 (dg) | Stadio Flaminio, Rzym Sędzia: Alan Lewis |

| 18 marca 200015:00 | Walia                                            | 26:18 | Szkocja                                                          | Millennium Stadium, Cardiff Sędzia: Dave McHugh |
| 18 marca 200015:00 | Shane Williams 10 (2P) Stephen Jones 16 (2pd 4K) | 26:18 | Duncan Hodge 8 (pd 2K) Gregor Townsend 5 (P) Martin Leslie 5 (P) | Millennium Stadium, Cardiff Sędzia: Dave McHugh |

| 19 marca 200015:00 | Francja                                              | 25:27 | Irlandia                                                                | Stade de France, Saint-Denis Sędzia: Paul Honiss |
| 19 marca 200015:00 | Christophe Laussucq 5 (P) Gérald Merceron 20 (pd 6K) | 25:27 | Brian O’Driscoll 15 (3P) David Humphreys 8 (pd 2K) Ronan O’Gara 4 (2pd) | Stade de France, Saint-Denis Sędzia: Paul Honiss |
| 19 marca 200015:00 | Ronan O’Gara                                         | 25:27 |                                                                         | Stade de France, Saint-Denis Sędzia: Paul Honiss |

| 1 kwietnia 200015:00 | Francja | 42:31 | Włochy                                                                                          | Stade de France, Saint-Denis Sędzia: Pablo Deluca |
| 1 kwietnia 200015:00 | Abdelatif Benazzi 5 (P) Alain Penaud 10 (2P) Fabien Pelous 5 (P) Richard Dourthe 17 (4pd 3K) Thomas Castaignede 5 (P) | 42:31 | Alessandro Troncon 10 (2P) Diego Domínguez 11 (4pd dg) Luca Martin 5 (P) Nicola Mazzucato 5 (P) | Stade de France, Saint-Denis Sędzia: Pablo Deluca |

| 1 kwietnia 200015:00 | Irlandia                                   | 19:23 | Walia                                                               | Lansdowne Road, Dublin Sędzia: Andrew Cole |
| 1 kwietnia 200015:00 | Ronan O’Gara 14 (pd 4K) Shane Horgan 5 (P) | 19:23 | Nathan Budgett 5 (P) Neil Jenkins 6 (2K) Stephen Jones 12 (P 2pd K) | Lansdowne Road, Dublin Sędzia: Andrew Cole |
| 1 kwietnia 200015:00 | Ronan O’Gara                               | 19:23 |                                                                     | Lansdowne Road, Dublin Sędzia: Andrew Cole |

| 2 kwietnia 200015:00 | Szkocja                   | 19:13 | Anglia                                             | Murrayfield Stadium, Edynburg Sędzia: Clayton Thomas |
| 2 kwietnia 200015:00 | Duncan Hodge 19 (P pd 4K) | 19:13 | Jonny Wilkinson 8 (pd 2K) Lawrence Dallaglio 5 (P) | Murrayfield Stadium, Edynburg Sędzia: Clayton Thomas |